# شاخه کف‌دستی عصب میانی
شاخه کف‌دستی عصب میانی (به انگلیسی: Palmar branch of the median nerve) یا شاخه پالمار کوتانئوس (پوستی) عصب مدین، یک شاخه کف دستی کوچک از عصب میانی است که در پایین ساعد کمی بالاتر از نگهدار خم‌کننده دست (فلکسور رتیناکولوم) از عصب میانی جدا می‌شود، نیام سطحی را سوراخ کرده و در زیر پوست قرار گرفته و به‌طور سطحی وارد دست شده و به دو دسته شاخه‌های داخلی و خارجی تقسیم می‌شود.
شاخه‌های داخلی، پوست قسمت مرکزی کف دست را عصب داده و با شاخه کف‌دستی عصب زند زیرین (شاخه پالمار کوتانئوس عصب اولنار) پیوند می‌شود. شاخه‌های خارجی، پوست برآمدگی تنار را عصب داده وبا عصب جلدی ساعدی خارجی ارتباط حاصل می‌کند. این شاخه کف‌دستی چون از سطح نگهدار خم‌کننده دست عبور می‌کند، در نشانگان دالان مچ دست (سندرم تونل کارپال) درگیر نمی‌شود.